# Acqua & Sapone (wielerploeg)/2012
Deze pagina geeft een overzicht van de Acqua & Sapone-wielerploeg in 2012.

## Algemeen
Algemeen manager: Bruno Cenghialta
Ploegleiders: Franco Gini
Fietsmerk: Focus

## Renners
| Naam                | Geboortedatum | Nationaliteit | Ploeg 2011                   |
| ------------------- | ------------- | ------------- | ---------------------------- |
| Carlos Betancur     | 13-10-1989    | Colombia      |                              |
| Paolo Ciavatta      | 06-11-1984    | Italië        |                              |
| Massimo Codol       | 27-02-1973    | Italië        |                              |
| Claudio Corioni     | 26-12-1982    | Italië        |                              |
| Danilo Di Luca      | 02-01-1976    | Italië        | Katjoesja                    |
| Francesco Di Paolo  | 18-04-1982    | Italië        |                              |
| Alessandro Donati   | 08-05-1979    | Italië        |                              |
| Stefano Garzelli    | 16-07-1973    | Italië        |                              |
| Francesco Ginanni   | 06-10-1985    | Italië        | Androni Giocattoli - C.I.P.I |
| Ruggero Marzoli     | 02-04-1976    | Italië        |                              |
| Andrea Masciarelli  | 02-09-1982    | Italië        |                              |
| Simone Masciarelli  | 02-01-1980    | Italië        |                              |
| Vladimir Miholjević | 18-01-1974    | Kroatië       |                              |
| Danilo Napolitano   | 31-01-1981    | Italië        |                              |
| Alessandro Proni    | 28-12-1982    | Italië        |                              |
| Francesco Reda      | 19-11-1982    | Italië        | Quick Step Cycling Team      |
| Fabio Taborre       | 05-06-1985    | Italië        |                              |

## Belangrijke overwinningen
Omloop van Lotharingen
4e etappe: Danilo Napolitano
Ronde van België
5e etappe: Carlos Betancourt
Trofeo Melinda
Winnaar: Carlos Betancourt
NK wielrennen
Kroatië - wegwedstrijd: Vladimir Miholjević
Kroatië - tijdrit: Vladimir Miholjević
Ronde van Oostenrijk
2e etappe: Danilo Di Luca
5e etappe: Fabio Taborre
GP Nobili Rubinetterie
Winnaar: Danilo Di Luca
Ronde van Wallonië
2e etappe: Danilo Napolitano
4e etappe: Danilo Napolitano
5e etappe: Danilo Napolitano
Ronde van Padanië
5e etappe: Carlos Betancourt
2004 · 2005 · 2006 · 2007 · 2008 · 2009 · 2010 · 2011 · 2012